# Deborah Davis
Deborah Davis – brytyjska historyczka i scenarzystka.

## Kariera
Deborah Davis jest brytyjską historyczką i scenarzystką. Jej pierwszy scenariusz do Faworyta został nominowany do wielu nagród i wyróżnień. Davis pierwotnie napisała tę historię 20 lat temu pod oryginalnym tytułem The Balance of Power, przesłała ją producentowi Ceci Dempsey i Edowi Guineyowi, którzy sprowadzili reżysera Jorgosa Lantimosa. Lantimos przedstawił Davis Tony’emu McNamarowi, którego zadaniem było dopracowanie scenariusza.
W 2021 roku ogłoszono, że Davis piszę serial bazujący na historii życia Marii Antoniny. Canal+ oraz BBC będzie nagrywał we Francji w takich lokalizacjach jak Pałac wersalski i Vaux-le-Vicomte.

## Napisane scenariusze
| Tytuł            | Rodzaj             | Rok  | Produkcja/dystrybucja |
| ---------------- | ------------------ | ---- | --------------------- |
| Faworyta         | FIlm historyczny   | 2018 | Searchlight Pictures  |
| Marie Antoinette | Serial telewizyjny | 2022 | Canal+ i BBC          |

## Nagrody i nominacje
| Kategoria                       | Nagroda                                | Rezultat   |
| ------------------------------- | -------------------------------------- | ---------- |
| Najlepszy scenariusz oryginalny | Nagroda Brytyjskiej Akademii Filmowej  | Zwycięstwo |
| Najlepszy scenariusz            | Nagroda Niezależnego Kina Brytyjskiego | Zwycięstwo |
| Najlepszy scenariusz oryginalny | Nagroda Akademii Filmowej              | Nominacja  |
| Najlepszy scenariusz oryginalny | Critics’ Choice Movie Awards           | Nominacja  |
| Najlepszy scenariusz            | Złoty Glob                             | Nominacja  |